# Vita basilii
La Vita Basilii es una obra historiográfica atribuida a Teófanes, el confesor. Dicha biografía pertenece a una obra mayor llamada Theophanes Continuatus, en la cual se narran las biografías de varios reyes del Imperio romano de Oriente. Vita Basilii fue escrita por orden de Constantino VII, nieto de Basilio I, con el objetivo de justificar el ascenso al trono imperial de una nueva dinastía.

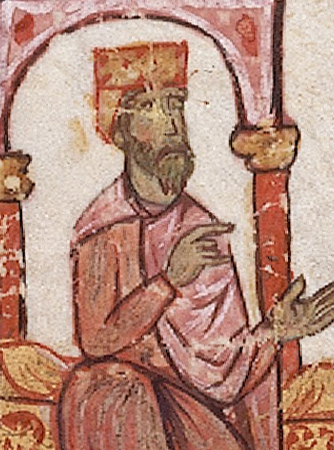
Retrato de Basilio I en el manuscrito Skylitzes Matritensis

La Vita Basilii narra la vida de Basilio I (867-886).En ella se crea la imagen idealizada del emperador, que se convierte en la representación del gobernante perfecto y un modelo para que las generaciones siguientes puedan seguir su ejemplo. Basilio I fue el primer emperador de la dinastía macedónica y ascendió al trono tras el asesinato de su predecesor, Miguel III. Comienza con él un renacimiento del Imperio romano de Oriente tras un periodo de decaimiento
La Vita Basilii está estructurada en seis temas.

#### Los signos milagrosos de la niñez de Basilio
En este primer tema se abarcan las circunstancias de su niñez, dedicándose especialmente a su infancia y a cómo fue capturado y hecho prisionero junto con su familia por el Kahn Krum de Bulgaria. Además, lo relaciona con el proceso de cristianización de Bulgaria y con los mártires de Adrianópolis, ya que muchos parientes de Basilio alcanzaron el martirio, como explica el autor de la obra. Desde entonces, el futuro monarca ya mostraba un carácter noble que llamaba la atención de otros.  

#### Las revelaciones que recibió la madre de Basilio sobre su hijo y su futuro
En el segundo tema, la madre de Basilio recibe revelaciones divinas acerca del futuro de su hijo. En sueños es iluminada para que envíe a su hijo a Constantinopla porque ha sido elegido para un futuro brillante.  

#### Las revelaciones que recibió el propio Basilio
En este tema se narran las revelaciones que recibe Basilio, en las que ya se le apunta como futuro emperador.

#### Las predicciones acerca de emperador
Además de la madre de Basilio, en este tema se narran otras cinco revelaciones, dos provenientes de monjes y tres revelaciones de personalidades destacadas. La primera, de César Bardas, noble que además era hermano de la Emperatriz Teodora y tío de Miguel III. La segunda revelación correspondía a la emperatriz Teodora, y la tercera a León el Filósofo, considerado el hombre más sabio de entonces. Además, estas revelaciones no le fueron comunicadas a Basilio.  

#### Las proezas de la juventud de Basilio
El tema cinco de la Vita Basilii está relacionado con el anterior, y en él se relatan tres episodios donde se realzan las proezas de las que puede ser capaz Basilio: derrotar a un atleta búlgaro, capturar un caballo imperial y matar a un lobo.  

#### Las profecías cumplidas y su consagración como monarca ortodoxo y defensor de la fe
Por último, se centra en el cumplimiento de todas las revelaciones y profecías narradas anteriormente. Forman parte de este tema dos episodios importantes: su coronación como coemperador por parte de Miguel III (842-867) y el asesinato del emperador Miguel, lo que le convierte en el único soberano.  